# SN 2002be
SN 2002be – supernowa odkryta 16 lutego 2002 roku w galaktyce A104954-0546. W momencie odkrycia miała maksymalną jasność 24,10m.